# Pecado original (programa de televisión)
Pecado original fue un programa de televisión español producido por la compañía SALTA Producciones para su emisión en Telecinco. El espacio estuvo durante cuatro temporadas en emisión desde su estreno, en septiembre de 2002, hasta junio de 2005, en el que contó con varios presentadores.

## Trayectoria
Fue estrenado el 16 de septiembre de 2002 en prime time, combinando humor e información.
Con el tiempo, el programa fue dando mayor peso a la temática rosa y empezaron a aparecer reporteros enviados al lugar de las noticias o a sondear la opinión de la calle —alguno de ellos fueron Calentito, Torito, Españoleitor o Guiller Moore—.
El 3 de septiembre de 2004 celebró sus 500 programas, en una emisión especial con numerosos famosos invitados.
Ganó el TP de Oro al Mejor concurso de actualidad y reportajes. y más tarde pasó a presentarlo la actriz Marta Torné.

### Cancelación
El espacio recibió, las órdenes de cancelación, en junio de 2005 a consecuencia de las bajas audiencias que registraba con respecto a pasadas ediciones por lo cual sería reemplazado por los resúmenes de Operación Triunfo. Posteriormente, el consejero delegado de la cadena Paolo Vasile afirmaría en una entrevista realizada por El Mundo que la razón de la retirada de Pecado original fue «por presiones políticas».